# Adobe Stock Photos
Adobe Stock Photos（アドビ・ストック・フォト）は、Adobe Creative SuiteのCS2およびCS3に付属するアプリケーションおよび画像ライブラリの販売プラットフォーム。
膨大な画像のデータベースであり、ロイアリティフリーの画像が購入できた。
2008年4月1日にAdobe Stock Photosはサービスを終了した。そのためCS4には搭載していない。

## 履歴
- サービス開始…2005年6月7日。23万点を超えるロイヤリティフリーの画像をAdobe Creative Suite 2から直接検索、試用、購入が可能。
- Adobe Stock Photosに４種類の画像コレクションを追加…2005年9月1日。35万5000点を超える画像[2]。